# Crumble

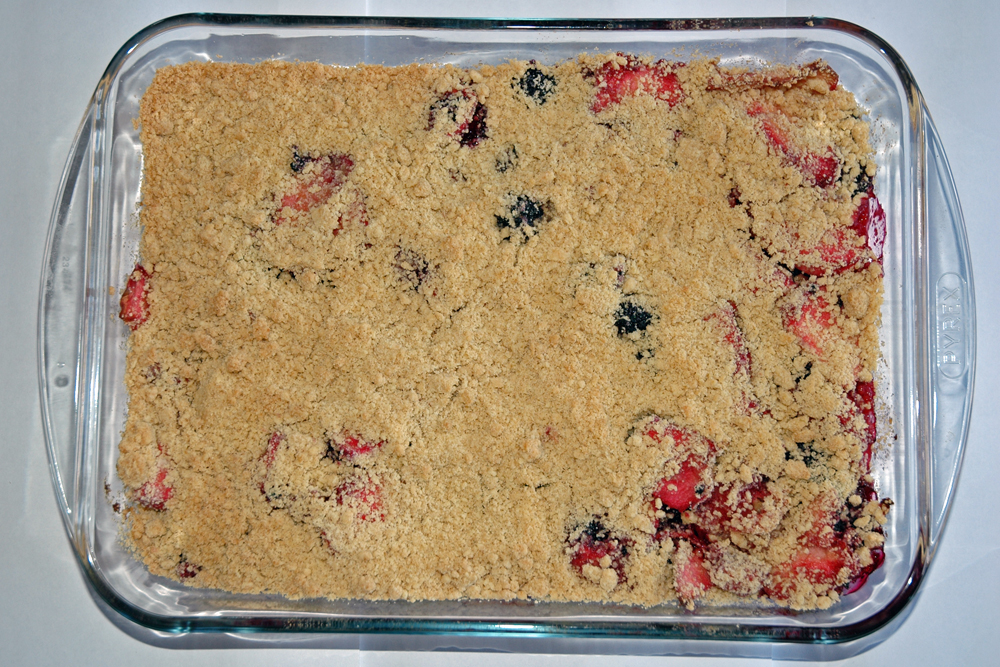
Brombeer-Apfel-Crumble

Crumble (dt.: Krümel) ist eine Nachspeise der englischen und US-amerikanischen Küche. Dabei handelt es sich um mit Streuseln überbackene Früchte (z. B. Äpfel und Rhabarber). Rezepte für diese Süßspeise gibt es erst seit dem 20. Jahrhundert, möglicherweise wurde sie während des Zweiten Weltkriegs in England erfunden.
Für die Herstellung gart man das Obst entweder vor oder würzt zerkleinerte rohe Früchte mit Zucker, Zimt und anderen Gewürzen. Die Streusel werden meist aus Weizenmehl, Butter und Zucker hergestellt, denen je nach Rezept zerkleinertes Gebäck, Getreideflocken oder Nüsse zugegeben werden. Bei der Zubereitung bedeckt man den Boden einer Kuchenform mit den Früchten und bedeckt diese locker mit den Streuseln. Anschließend backt man sie im Backofen. Typischerweise werden Crumbles warm serviert und mit Vanillesauce oder Speiseeis verzehrt.